# Mehmet Murat Somer
Pour les articles homonymes, voir Somer.
Mehmet Murat Somer, né en 1959 à Ankara, en Turquie, est un écrivain et scénariste turc, auteur de roman policier.

## Biographie
Il s'installe à Istanbul en 1985. Après avoir complété ses études universitaires à l'Université d'Istanbul, il travaille un temps comme ingénieur chez Sony, puis devient pendant plusieurs années manager à la Citibank. Il est ensuite conseiller en management à partir de 1994.
Grand admirateur des écrivains Honoré de Balzac, Patricia Highsmith, Truman Capote, Orhan Pamuk, Christopher Isherwood et Ingrid Noll, il amorce en 2001, pendant une convalescence qui l'oblige à restreindre ses activités, l'écriture de plusieurs romans policiers, mais ne trouve pas le moyen de les faire publier.
En 2003, il signe les scénarios de Hürrem Sultan, une mini-série télévisée turque. Fort de ce succès, il contacte Orhan Pamuk qui accepte de l'aider à faire paraître sa série policière Hop-Çiki-Yaya, dont les intrigues mettent en scène la faune des boîtes de nuit des quartiers chauds d'Istanbul, où se croisent travestis, malfrats, trafiquants de drogue, journalistes marrons et politiciens conservateurs hypocrites et véreux. 
Homosexuel notoire, Mehmet Murat Somer apparaît aujourd'hui, grâce au succès de sa série policière, comme l'un des principaux représentants de la littérature gay en Turquie.[réf. nécessaire]

## Œuvre

### Romans

#### SérieBir Hop-Çiki-Yaya polisiyesi(littéralement: Les Plaisants Mystères policiers turcs)
- Huzur cinayetleri (2004)
- Peruklu cinayetler (2004) Publié en français sous le titre Mort postiche, traduit par Valérie Gay-Aksoy, Paris, Éditions du Masque, 2012 (ISBN 978-2-7024-3461-1)
- Peygamber cinayetleri (2005) Publié en français sous le titre Hécatombe chez les élues de Dieu, traduit par Gökmen Yılmaz, Paris, Éditions du Masque, 2008 (ISBN 978-2-7024-3409-3) ; réédition, Paris, 10/18, coll. « Domaine policier » no 4314, 2010  (ISBN 978-2-264-04977-3)
- Jigolo cinayeti (2005) Publié en français sous le titre Meurtre d'un gigolo, traduit par Gökmen Yılmaz, Paris, Éditions du Masque, 2009 (ISBN 978-2-7024-3410-9) ; réédition, Paris, 10/18, coll. « Domaine policier » no 4429, 2011  (ISBN 978-2-264-05220-9)
- Buse cinayeti (2008) Publié en français sous le titre On a tué Bisou !, traduit par Gökmen Yılmaz, Arles, Actes Sud, coll. « Actes noirs », 2007 (ISBN 978-2-7427-6559-1)
- Kader'in peşinde (2009)

#### SérieŞampanya üçlemesi
- Holding (2005)
- Podyum (2007)

### Scénario
- 2003 : Hürrem Sultan, mini-série télévisée turque en 8 épisodes, mettant en vedette Gülben Ergen